# Tempérament Gardien
Le tempérament Gardien est l'un des quatre tempéraments psychologiques définis par David Keirsey. Correspondant aux types Sensation-Jugement (SJ) du MBTI, le tempérament Gardien comprend les quatre types suivants : ISTJ ou Inspecteur, ISFJ ou Protecteur, ESFJ ou Fournisseur, et ESTJ ou Superviseur.

## Description
Les Gardiens sont concrets dans leur façon de communiquer et coopératifs dans leur façon de poursuivre leurs buts. Leur plus grande qualité réside dans leur capacité logistique. Selon qu'ils soient plutôt orientés Pensée ou Sentiment (T ou F), on peut dénombrer parmi eux deux sous-tempéraments ou deux rôles : ceux du Conservateur (ISFJ et ESFJ) et de l’Administrateur (ISTJ et ESTJ).
Appartenant au tempérament qui éprouve le plus fort besoin de sécurité, les Gardiens sont pratiques et frugaux. Parmi le noyau de valeurs qu'ils partagent, on peut évoquer « la croyance dans une forte éthique de travail, le besoin d'être entouré de gens et d'institutions responsables, l'importance du respect des règles et de servir sa communauté. » Les Gardiens valorisent l'expérience et cherchent un retour concret sur ce dans quoi ils consacrent du temps, de l'énergie, de l'argent, etc. Confiants dans le sens commun, ils ne sont pas attirés par la spéculation contemplative. Dans la société, ils maintiennent et nourrissent les institutions, propagent les valeurs et les idées généralement admises comme vraies ou légitimes. Ils tendent à être conventionnels et coopératifs dans leur approche du travail, et aiment être sûrs que chacun a droit à ce qu'il mérite, ni plus ni moins. Ils suivent les règles et les conventions de leur groupe social et attendent la même chose des autres.
Intérêts : le choix de carrière des Gardiens est le plus souvent concentré sur le business et le commerce, généralement dans ses applications pratiques (manipulation de matériaux et management). Les Gardiens sont préoccupés par le maintien de la moralité de leur groupe.
Orientation : les Gardiens ont un fort sens du devoir. Ils sont capables d'oublier les plaisirs du moment pour se préparer à des éventualités insoupçonnées. Ils regardent les événements du passé avec résignation lorsque ceux-ci sont négatifs, se protègent d'une éventuelle corruption des influences de l'extérieur, et se fient aux expériences passées pour guider les choix du présent.
Image de soi : leur estime de soi est basée sur leur fiabilité, leur respect de soi sur leur bienfaisance, et leur confiance en soi dans la respectabilité sociale dont ils jouissent.
Valeurs : les Gardiens se sentent concernés par le bien-être des gens et le bon état des institutions qu'ils considèrent comme importants. Ils sont confiants dans l'autorité et cherchent la sécurité. Ils aiment se sentir appartenir à un groupe et veulent être appréciés pour leurs contributions. Ils aspirent à un rôle d'exécution, que ce soit en gérant leur propre foyer ou en tant qu'employés d'entreprise.
Rôles sociaux : dans les relations amoureuses, les Gardiens se perçoivent souvent comme des partenaires fidèles, travaillant avec leur épouse ou mari pour établir un foyer sûr. En tant que parents, ils prennent soin d'élever leurs enfants en ayant pour but d'en faire des citoyens productifs et respectueux de la loi. Dans le monde du travail et les situations sociales, ils endossent un rôle stabilisant, établissant des procédures et s'assurant que les besoins matériels du groupe sont assurés.

### Stress
Les Gardiens sont souvent stressés lorsque les règles, les attentes et les structures dans lesquelles ils se trouvent ne sont pas clairs, ou lorsque ceux qui les entourent n'agissent pas en accord avec les normes établies. Les types extravertis (ESFJ et ESTJ) peuvent réagir en devenant critiques vis-à-vis des autres, tandis que les types introvertis (ISFJ et ISTJ) tenteront de corriger par leur propre effort ce qu'ils perçoivent comme étant des failles dans le système, au risque de s'épuiser. Les Gardiens peuvent aussi se sentir stressés lorsque les résultats de leur labeur restent non reconnus ou non appréciés.

### Traits communs avec les autres tempéraments
Keirsey identifie ici les traits suivants du tempérament Gardien :
- Concrets dans la manière de communiquer (comme les Artisans)

Les Gardiens se concentrent sur les faits. Ils se sentent concernés par des besoins pratiques, comme ceux que l'on assure en fournissant des biens et des services qui permettent à la société de fonctionner sans heurts.
- Coopératifs dans la manière de poursuivre leurs buts (comme les Idéalistes)

Les Gardiens accordent de la valeur au travail en équipe. Spontanément doués pour préserver les institutions socialement établis, attentifs et parfois méfiants envers le changement, ils travaillent dans un système qui leur permet d'assurer que tous les besoins et les possibles contingences sont prévenus.